# Thamnolia
Тамнолія (Thamnolia) — рід лишайників родини Icmadophilaceae. Назва вперше опублікована 1850 року.

## Будова
Талом гілочкоподібний, інколи на верхівках слаборозгалужений, целіндричний, порожнистий.

## Поширення та середовище існування
Thamnolia vermicularis зростає в Криму.

## Галерея

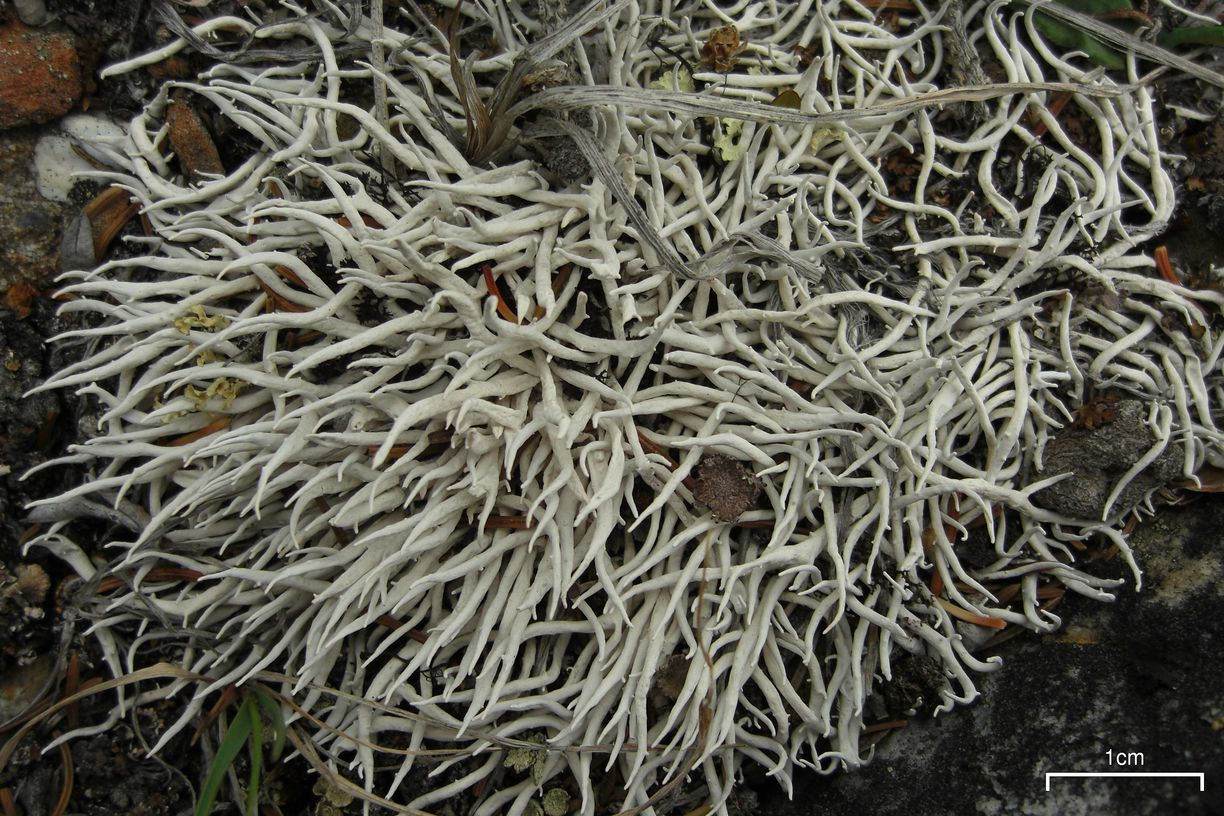
Thamnolia vermicularis
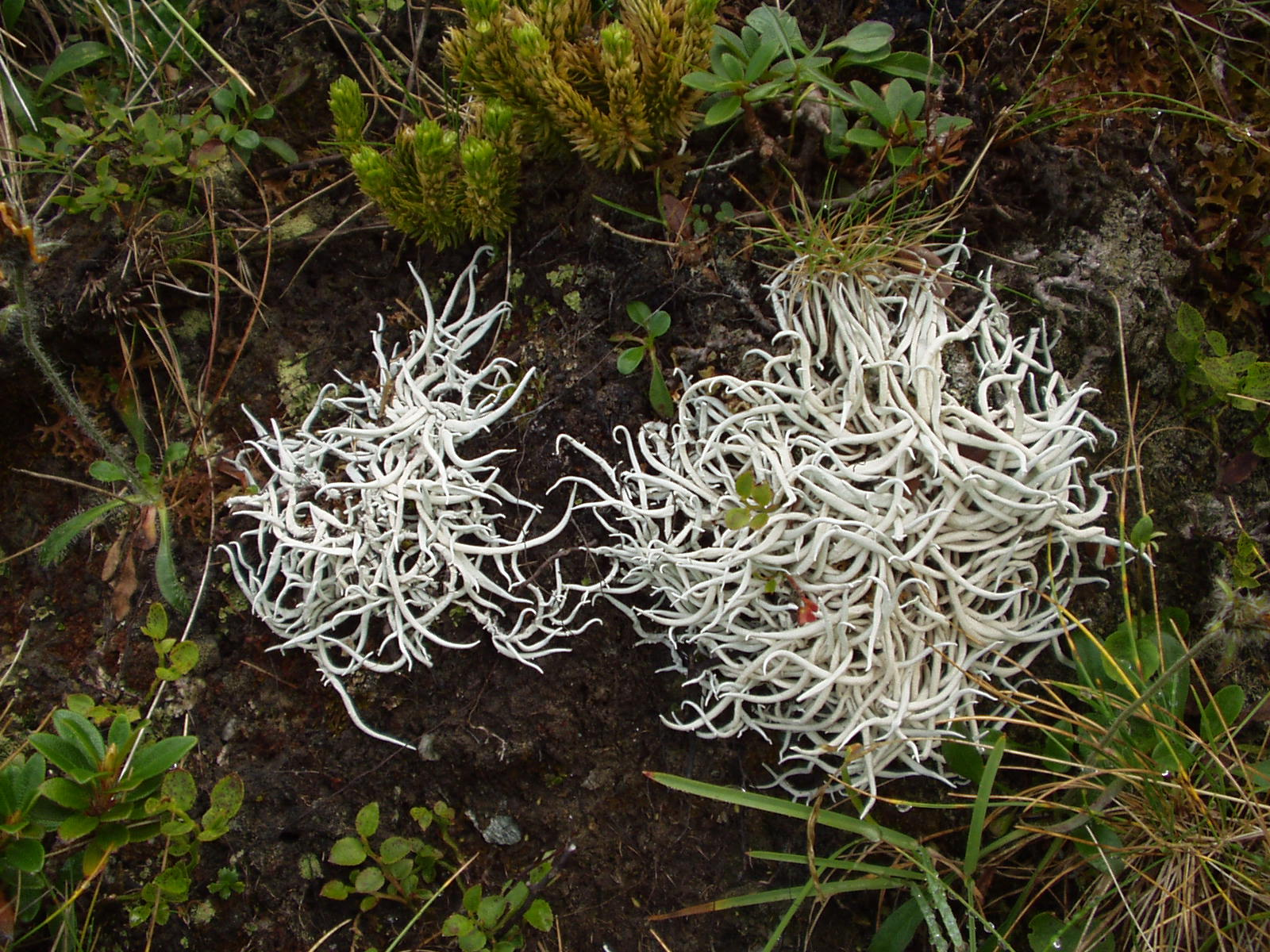
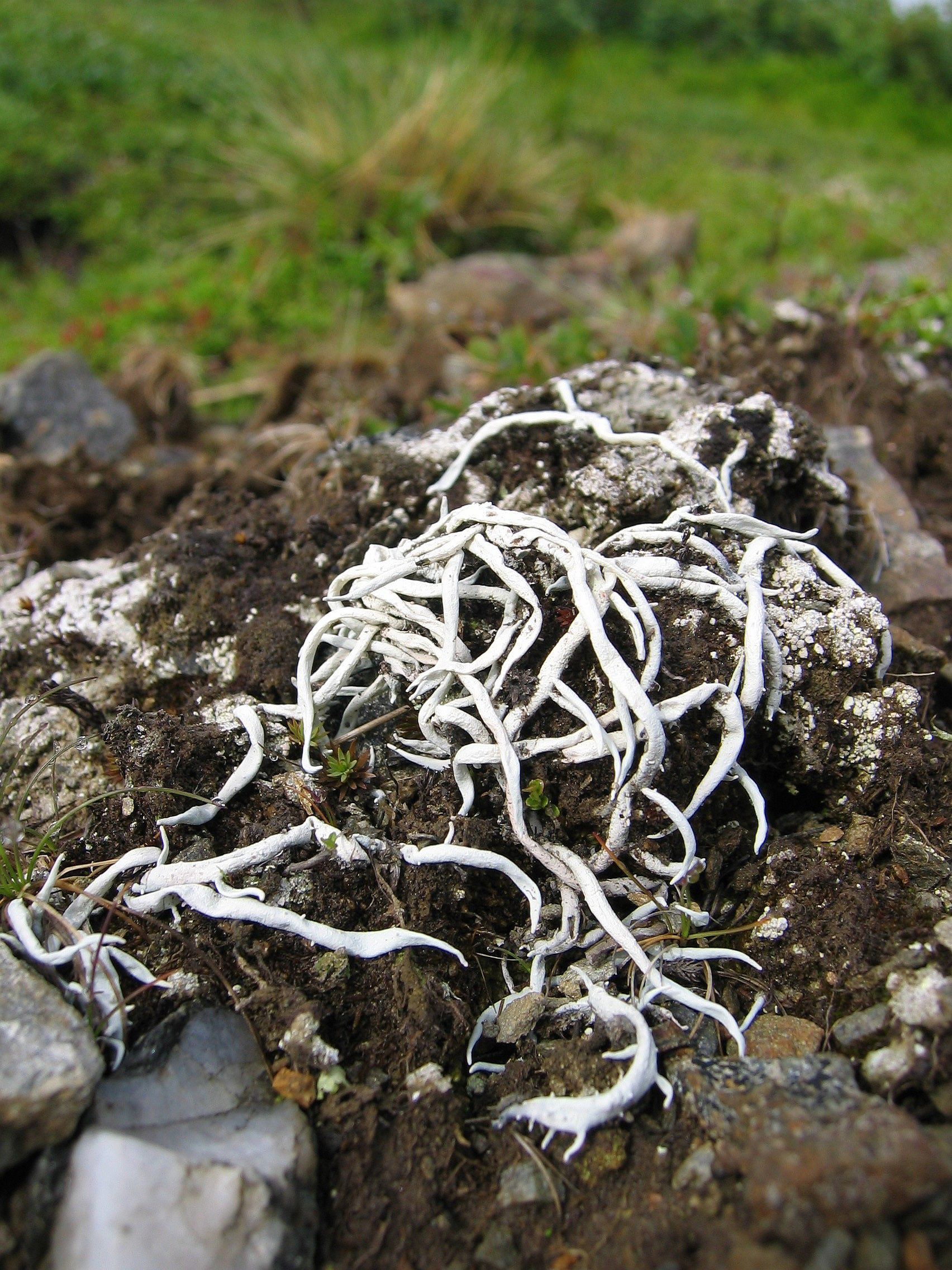

## Види
База даних Species Fungorum станом на 14.10.2019 налічує 4 види роду Thamnolia:
- Thamnolia juncea R.Sant., 2004
- Thamnolia papelillo R.Sant., 2004
- Thamnolia tundrae Brännström & Tibell, 2018
- Thamnolia vermicularis subsp.subuliformis (Ehrh.) Schaer., 1850